# Championnats de France d'athlétisme 1996
Navigation
Championnats 1995 Championnats 1997
Les Championnats de France d'athlétisme « Élite » 1996 ont eu lieu du 21 au 23 juin 1996 au Stade Robert-Bobin de Bondoufle. 

## Palmarès
| Discipline        | Hommes              | Hommes             | Femmes             | Femmes            |
| ----------------- | ------------------- | ------------------ | ------------------ | ----------------- |
| 100 m             | Pascal Théophile    | 10 s 13 (+3,0 m/s) | Odiah Sidibé       | 10 s 8 (+3,0 m/s) |
| 200 m             | Christophe Cheval   | 20 s 62            | Delphine Combe     | 23 s 50           |
| 400 m             | Jean-Louis Rapnouil | 46 s 41            | Elsa Devassoigne   | 51 s 93           |
| 800 m             | Jimmy Jean-Joseph   | 1 min 46 s 51      | Viviane Dorsile    | 2 min 01 s 01     |
| 1 500 m           | Mickael Damian      | 3 min 40 s 55      | Frédérique Quentin | 4 min 10 s 38     |
| 5 000 m           | Mohamed Ezzher      | 13 min 40 s 83     | Farida Fatès       | 15 min 29 s 66    |
| 100 m haies       | -                   | -                  | Cécile Cinélu      | 13 s 13           |
| 110 m haies       | Vincent Clarico     | 13 s 45            | -                  | -                 |
| 400 m haies       | Jimmy Coco          | 50 s 64            | Anne Renaud        | 58 s 15           |
| 3 000 m steeple   | Nadir Bosch         | 8 min 24 s 76      | -                  | -                 |
| Saut en longueur  | Emmanuel Bangué     | 8,21 m             | Nadine Caster      | 6,57 m            |
| Triple saut       | Serge Hélan         | 16,87 m            | Caroline Honoré    | 13,54 m           |
| Saut en hauteur   | Didier Detchénique  | 2,24 m             | Maryse Maury       | 1,85 m            |
| Saut à la perche  | Jean Galfione       | 5,70 m             | Amandine Homo      | 4,00 m            |
| Lancer du poids   | Jean-Louis Lebon    | 18,41 m            | Laurence Manfredi  | 16,47 m           |
| Lancer du disque  | Jean Pons           | 58,12 m            | Isabelle Devaluez  | 55,74 m           |
| Lancer du marteau | Raphaël Piolanti    | 78,34 m            | Carole Sinoquet    | 57,54 m           |
| Lancer du javelot | Alain Storaci       | 74,90 m            | Nadine Auzeil      | 64,10 m           |
| Décathlon         | Wilfrid Boulineau   | 7 567 pts          | -                  | -                 |
| Heptathlon        | -                   | -                  | Nathalie Teppe     | 6 147 pts         |